# Cuiseaux
Cuiseaux é uma comuna francesa na região administrativa de Borgonha-Franco-Condado, no departamento de Saône-et-Loire. Estende-se por uma área de 21,26 km². Em 2010 a comuna tinha 1 872 habitantes (densidade: 88,1 hab./km²).